# Gmina Saare
Gmina Saare (est. Saare vald) – gmina wiejska w Estonii, w prowincji Jõgeva.
W skład gminy wchodzą:
- 22 wsie (w nawiasach liczba ludności w 2007 roku): Halliku (54), Jaama (70), Kallivere (27), Kiisli (33), Koseveski (46), Kääpa (206), Levala (32), Maardla (37), Nautrasi (20), Odivere (82), Pedassaare (15), Putu (52), Pällu (63), Ruskavere (59), Saarjärve (33), Sirguvere (48), Tarakvere (15), Tuulavere (20), Vanassaare (46), Vassevere (45), Veia (47), Voore (341).